# ورکلوس
ورکلوس (به فرانسوی: Verclause) یک کمون در فرانسه است که در Canton of Rémuzat واقع شده‌است.

## خصوصیات
ورکلوس ۲۶٫۱۴ کیلومترمربع مساحت و ۷۸ نفر جمعیت دارد و ۵۲۵ متر بالاتر از سطح دریا واقع شده‌است.